# El circ dels vampirs
El circ dels vampirs (títol original en anglès, Vampire Circus) és una pel·lícula de terror britànica de 1972 dirigida per Robert Young i protagonitzada per Adrienne Corri, Thorley Walters i Anthony Higgins (acreditat com Anthony Corlan). Va ser escrita per Judson Kinberg, i produïda per Wilbur Stark i Michael Carreras (que no estava acreditat) per a Hammer Film Productions. La història tracta d'un circ ambulant, els artistes vampírics del qual depreden els nens d'un poble de Sèrbia del segle xix. Va ser filmat a Pinewood Studios. Ha estat doblada al català.

## Argument
Al pròleg de la pel·lícula, Anna Müller té una nena a la seva cura en els boscos al voltant d'un castell, deixant enrere al seu marit, el mestre d'escola. Al castell, el Comte de Mitterhaus, que és un vampir, s'alimenta de la nena mentre Anna observa. Ella no està sorpresa per això i després el Comte fa l'amor amb ella.
Els vilatans, liderats per Müller i l'alcalde, ataquen el castell i aconsegueixen entrar. Müller clava una estaca al cor del Comte, qui amb el seu últim alè maleeix als vilatans, jurant que els seus fills moriran perquè ell torna a la vida. Els vilatans castiguen Anna colpejant-la fins que Müller els deté. Anna corre de tornada al castell i arrossega el cos travessat del Comte a una cripta. La sang de les seves ferides reviu al comte per un temps curt i ell li diu que ha de trobar al seu cosí Emil. Mentrestant, els vilatans incendien el castell.
Quinze anys més tard, el poble està devastat per la plaga i els ciutadans més prominents estan debatent si es tracta simplement d'una malaltia, com suggereixen el Dr. Kersch i el Professor Müller, o si es deu a la maledicció del Comte, com Schilt i Hauser creuen. El Dr. Kersch suggereix trencar el bloqueig de la quarantena per a obtenir ajuda i subministraments mèdics i, amb l'ajuda del seu jove fill Anton, l'aconsegueix. Just abans que abandonin el poble, un circ ambulant, liderat per un nan i una gitana arriba al llogaret i els vilatans aprecien la distracció dels seus problemes.
Després de l'espectacle, un dels artistes, Emil, sedueix la filla de l'alcalde, Rosa, revelant-se a si mateix com un vampir, a penes refrenant el seu desig de mossegar-la. Emil i la gitana van al castell, on troben el cos del Comte jaient a la cripta. La gitana li pregunta si tots han de morir i Emil respon que tots aquells que van conduir l'atac al seu cosí, així com els seus fills, han de morir.
En el següent espectacle, el circ compta amb un saló dels miralls. Durant la seva visita, l'alcalde té una visió d'un ressuscitat Conde Mitterhaus i es desmaia. Espantat per aquest esdeveniment, Schilt i la seva família intenten fugir de la ciutat bloquejada però el nan, que es va comprometre a ajudar-los, els deixa al bosc per ser devorats per la pantera de circ per dissuadir a uns altres d'escapar.
Més tard aquest dia, la filla de Müller Dora, que havia estat segura fora de la ciutat, travessa el bosc i trenca el bloqueig per estar amb el seu pare i el seu promès Anton. Al bosc, ella observa els cossos desmembrats de la família Schilt. Quan ella arriba al llogaret, el seu pare ja té sospites sobre els membres del circ, i considera als animals del circ com els culpables, mentre que Anton defensa el circ, ja que ho considera l'única distracció de la plaga i porta a Dora per a mostrar que els animals del circ són segurs.
Aquesta mateixa nit, els acròbates bessons (un home i una dona) atreuen a dos nois de Hauser a la Galeria dels miralls, on els mosseguen. Després de trobar els cadàvers dels nois, Hauser i l'alcalde comencen a disparar als animals del circ. L'alcalde també dispara a Emil, però en surt il·lès. L'alcalde col·lapsa, mort per un atac cardíac, mentre la seva filla fuig amb Emil. A la tomba del Comte ell la mossega i la mata.
Dora i Anton també visiten la Galeria dels miralls. Els acròbates bessons intenten mossegar Dora, però la Creu que porta la salva. Més tard, els vampirs entren a l'escola; Emil mata als estudiants, mentre la gitana (ara revelada com Anna, la mare dels bessons) arrenca la Creu del coll de Dora, que permet als bessons atacar-la. Tanmateix Dora escapa a la capella de l'escola. Ella ataca amb una Creu de fusta a la bessona femenina, travessant-li el cor. Això també mata al bessó home, a causa del vincle amb la seva germana, mentre la gitana i Emil fugen.
Mentrestant, el Dr. Kersch ha tornat de la capital amb una escorta imperial i medicament per la plaga. També porta notícies d'assassinats comesos pels vampirs en diversos pobles, tots ells relacionats amb un Circ de la Nit. A més, va descobrir que Emil és parent del Comte Mitterhaus. Els homes ataquen el circ i Hauser incendia el Saló dels miralls però ell mateix queda atrapat en una visió i el foc el crema juntament amb la carpa.
Dora és segrestada i portada a la cripta, on Emil vol ressuscitar al Comte. Emil s'acosta a Dora per a dessagnar-la, però llavors la gitana l'empeny per salvar-la i la gitana acaba morint en rebre la mossegada. Quan cau morta, el seu rostre rejoveneix i es revela que és Anna Müller. Anton, Müller i els soldats entren en la cripta i Müller travessa a Emil amb l'estaca presa del pit del Comte abans de morir ell mateix. Però després el Comte, alliberat de l'estaca i alimentat amb suficient sang, s'aixeca del seu sarcòfag. Anton es defensa amb la seva ballesta, que actua com una creu, i decapita al vampir amb la corda. Anton i Dora aconsegueixen sortir de la tomba, moments abans que els vilatans calin foc a les ruïnes amb torxes.

## Repartiment
- Laurence Payne om el Professor Albert Müller.
- Domini Blythe com Anna Müller, la seva esposa.
- Lynne Frederick com Dora Müller, la seva filla.
- Thorley Walters com l'Alcalde.
- Adrienne Corri com una gitana.
- Mary Wimbush com Elvira, esposa de l'Alcalde.
- Christina Paul com a Rosa, filla de l'alcalde.
- Robin Sachs com Heinrich (germà bessó de Helga).
- Lalla Ward com Helga (germana bessona d'Heinrich).
- Richard Owens com el Dr. Kersch
- John Moulder Brown com Anton Kersch, el seu fill.
- Robin Hunter com el Senyor Hauser.
- Elizabeth Seal com Gerta Hauser, la seva esposa.
- Barnaby Shaw com Gustav Hauser, el seu fill.
- John Bown com el Senyor Schilt.
- Jane Darby com Jenny Schilt, la seva filla.
- Robert Tayman com el Comte Mitterhaus.
- Skip Martin com Michael el nan.
- Anthony Higgins com Emil.
- David Prowse com l'home fort.
- Serena com la Sensual Ballarina Tigressa.[4]

Tres dels actors del repartiment, Laurence Payne, Adrienne Corri i Lalla Ward es van reunir en la temporada de 1980 de la sèrie britànica de Sci-Fi i fantasia, Doctor Who en The Leisure Hive. La pel·lícula també va marcar el debut en pantalla de Lynne Frederick, qui més tard es casaria amb el còmic Peter Sellers

## Producció
George Baxt diu que Hammer li va pagar 1.000 £ només pel títol i que aquesta va ser la seva única contribució.

### Rodatge
La producció va començar el 9 d'agost de 1971. El director debutant Robert Young no estava familiaritzat amb els ajustats horaris de producció de Hammer, i en un moment donat, va utilitzar uns 500 peus de estoc de pel·lícula mentre intentava que un tigre enfonsés les dents en un fals braç humà farcit de carn de porc (finalment va mossegar després de substituir la carn). Quan el rodatge s'allargava des de les sis setmanes programades fins a les set, la producció es va tancar i el metratge es va donar a l'editor Peter Musgrave amb instruccions per fer una pel·lícula acabada amb el que tenia.

## Recepció crítica
A Rotten Tomatoes, la pel·lícula té una puntuació d'aprovació del 80% basada en les ressenyes de 5 crítics.
AllMovie va anomenar la pel·lícula "un dels projectes més elegants i intel·ligents de l'estudi". PopMatters també l'anomenava "un dels darrers grans clàssics", escrivint, "eròtic, grotesc, esgarrifós, sagnant, suspens i carregat d'atmosfera de tristesa i tristesa, aquest és el tipus d'experiment de terror que revigoritza el teu amor per la forma artística de pel·lícula de por".
Els crítics en el moment del seu llançament original no estaven tan impressionats. El crític cinematogràfic de The New York Times Howard Thompson la va descartar directament sense ni tan sols la cortesia d'una ressenya adequada, a favor del seu company estable de Hammer La comtessa Dràcula amb la qual va compartir una doble sessió. La seva breu ressenya mesurava dues frases: "Els fanàtics del terror savi se saltaran 'Vampire Circus' i es conformaran amb 'Countess Dracula' en la nova doble sessió del Fòrum. Tots dos són Hammer Productions, la fàbrica de crits d'Anglaterra, però el primer es va repartir amb un acabament ràpid i descurat" abans de continuar amb semi-elogis a La comtessa Dràcula. David Pirie a The Monthly Film Bulletin va elogiar la "delicada atmosfera de conte de fades" establerta al principi, però es va lamentar que "només es va mantenir fugaçment" ja que "la trama finalment sucumbeix a la fórmula." Los Angeles Times va ser bastant positiu, anomenant la pel·lícula "un veritable fresc" amb "moltes dents d'aspecte real, sang creïble i, tret d'un final molt espantós (no per als nens) - Molt ritme, una certa sensació de subtilesa i un estil definit i consistent."